# Dobřichovice
Dobřichovice este un oraș și o comună din districtul Praga-Vest din regiunea Boemia Centrală din Cehia. Are o populație de aproximativ 3.800 de locuitori.

## Etimologie
Numele inițial al așezării a fost Dobrchovice. Numele său a fost derivat din numele personal Dobrch, cu sensul de „satul oamenilor lui Dobrch”. Deja în secolul al XIII-lea, a fost deformat ca Dobřichovice.

## Geografie

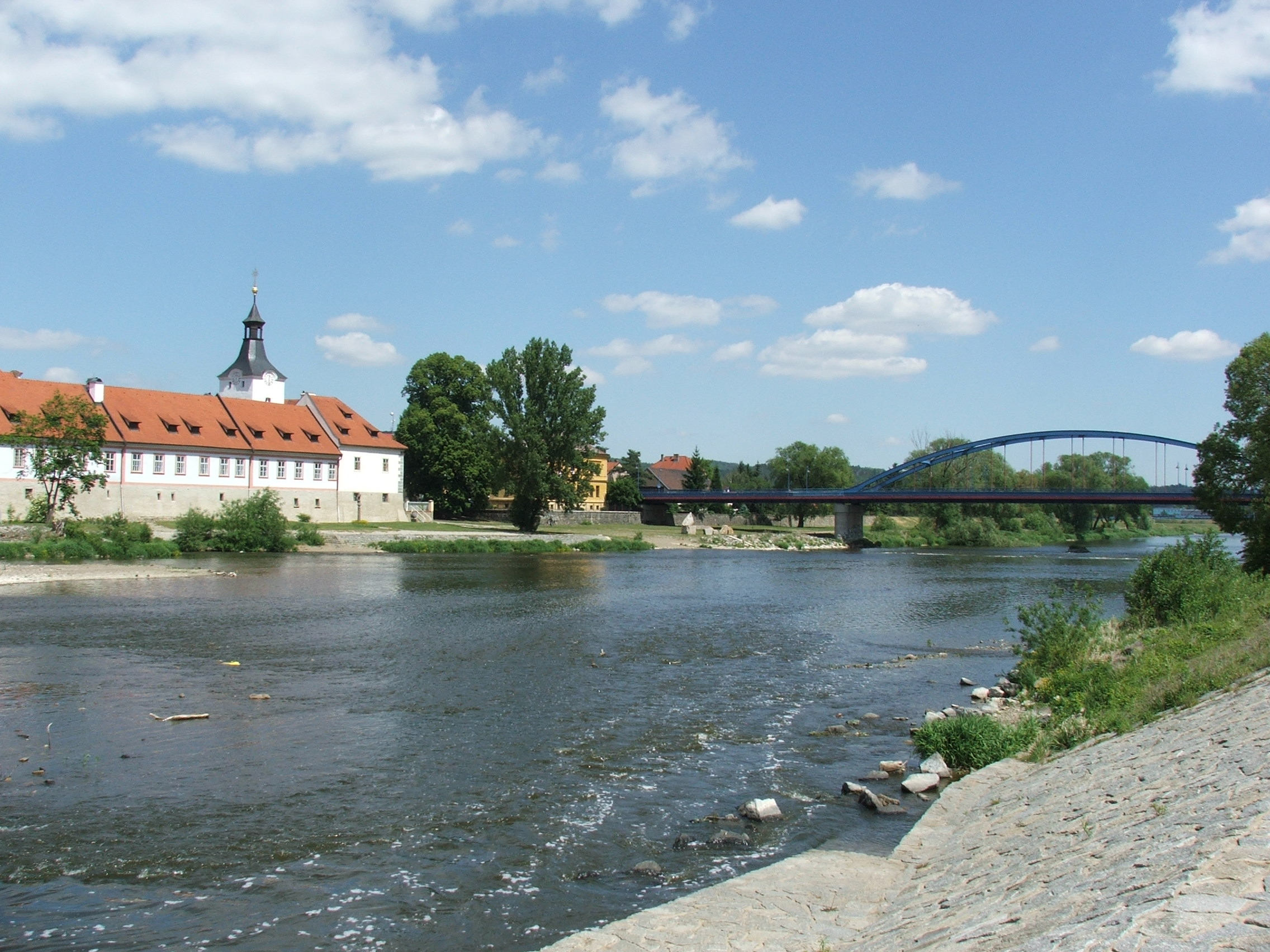
Râul Berounka și castelul

Dobřichovice se află la aproximativ 14 kilometri (9 mi) sud-vest de Praga. 
Partea de nord a teritoriului comunei este situată în Munții Hořovice, iar partea de sud în Munții Brdy.
Cel mai înalt punct al comunei este dealul Dobřich aflat la 523 metri (1.716 ft) deasupra nivelului mării.
Orașul se află pe ambele maluri ale râului Berounka.

### Clima
Orașul a înregistrat cea mai ridicată temperatură din Cehia, la 20 august 2012, temperatura înregistrată a fost de 40,4 °C (104,7 °F).
| Date climatice pentru Dobřichovice, 1991–2020 normale, extreme 1999-prezent | Date climatice pentru Dobřichovice, 1991–2020 normale, extreme 1999-prezent | Date climatice pentru Dobřichovice, 1991–2020 normale, extreme 1999-prezent | Date climatice pentru Dobřichovice, 1991–2020 normale, extreme 1999-prezent | Date climatice pentru Dobřichovice, 1991–2020 normale, extreme 1999-prezent | Date climatice pentru Dobřichovice, 1991–2020 normale, extreme 1999-prezent | Date climatice pentru Dobřichovice, 1991–2020 normale, extreme 1999-prezent | Date climatice pentru Dobřichovice, 1991–2020 normale, extreme 1999-prezent | Date climatice pentru Dobřichovice, 1991–2020 normale, extreme 1999-prezent | Date climatice pentru Dobřichovice, 1991–2020 normale, extreme 1999-prezent | Date climatice pentru Dobřichovice, 1991–2020 normale, extreme 1999-prezent | Date climatice pentru Dobřichovice, 1991–2020 normale, extreme 1999-prezent | Date climatice pentru Dobřichovice, 1991–2020 normale, extreme 1999-prezent | Date climatice pentru Dobřichovice, 1991–2020 normale, extreme 1999-prezent |
| Luna                                                                        | Ian                                                                         | Feb                                                                         | Mar                                                                         | Apr                                                                         | Mai                                                                         | Iun                                                                         | Iul                                                                         | Aug                                                                         | Sep                                                                         | Oct                                                                         | Nov                                                                         | Dec                                                                         | Anual                                                                       |
| --------------------------------------------------------------------------- | --------------------------------------------------------------------------- | --------------------------------------------------------------------------- | --------------------------------------------------------------------------- | --------------------------------------------------------------------------- | --------------------------------------------------------------------------- | --------------------------------------------------------------------------- | --------------------------------------------------------------------------- | --------------------------------------------------------------------------- | --------------------------------------------------------------------------- | --------------------------------------------------------------------------- | --------------------------------------------------------------------------- | --------------------------------------------------------------------------- | --------------------------------------------------------------------------- |
| Maxima medie °C (°F)                                                        | 3.3 (37,9)                                                                  | 5.8 (42,4)                                                                  | 10.7 (51,3)                                                                 | 17.3 (63,1)                                                                 | 21.6 (70,9)                                                                 | 25.2 (77,4)                                                                 | 27.3 (81,1)                                                                 | 27.1 (80,8)                                                                 | 21.5 (70,7)                                                                 | 15.1 (59,2)                                                                 | 8.6 (47,5)                                                                  | 4.4 (39,9)                                                                  | 15,7 (60,3)                                                                 |
| Media zilnică °C (°F)                                                       | 0.2 (32,4)                                                                  | 1.3 (34,3)                                                                  | 4.6 (40,3)                                                                  | 10.0 (50)                                                                   | 14.5 (58,1)                                                                 | 18.2 (64,8)                                                                 | 19.7 (67,5)                                                                 | 19.1 (66,4)                                                                 | 14.1 (57,4)                                                                 | 9.3 (48,7)                                                                  | 5.0 (41)                                                                    | 1.5 (34,7)                                                                  | 9,8 (49,6)                                                                  |
| Minima medie °C (°F)                                                        | −3.2 (26,2)                                                                 | −2.8 (27)                                                                   | −0.4 (31,3)                                                                 | 2.9 (37,2)                                                                  | 7.4 (45,3)                                                                  | 11.2 (52,2)                                                                 | 12.8 (55)                                                                   | 12.4 (54,3)                                                                 | 8.4 (47,1)                                                                  | 4.8 (40,6)                                                                  | 1.6 (34,9)                                                                  | −1.6 (29,1)                                                                 | 4,5 (40,1)                                                                  |
| Minima istorică °C (°F)                                                     | −23.3 (−9.9)                                                                | −24.2 (−11.6)                                                               | −19 (−2.2)                                                                  | −8.3 (17,1)                                                                 | −2.3 (27,9)                                                                 | −0.2 (31,6)                                                                 | 4.8 (40,6)                                                                  | 4.0 (39,2)                                                                  | −1.4 (29,5)                                                                 | −6.6 (20,1)                                                                 | −8.5 (16,7)                                                                 | −20.1 (−4.2)                                                                | −24,2 (−11,6)                                                               |
| Precipitații mm (inches)                                                    | 25.9 (1.02)                                                                 | 22.7 (0.894)                                                                | 31.7 (1.248)                                                                | 26.5 (1.043)                                                                | 61.9 (2.437)                                                                | 77.9 (3.067)                                                                | 76.9 (3.028)                                                                | 70.3 (2.768)                                                                | 42.2 (1.661)                                                                | 35.9 (1.413)                                                                | 31.0 (1.22)                                                                 | 26.2 (1.031)                                                                | 529,1 (20,831)                                                              |
| Zăpadă cm (inches)                                                          | 11.8 (4.65)                                                                 | 8.6 (3.39)                                                                  | 3.2 (1.26)                                                                  | 0.0 (0)                                                                     | 0.0 (0)                                                                     | 0.0 (0)                                                                     | 0.0 (0)                                                                     | 0.0 (0)                                                                     | 0.0 (0)                                                                     | 0.1 (0.04)                                                                  | 1.2 (0.47)                                                                  | 6.4 (2.52)                                                                  | 31,3 (12,32)                                                                |
| Umiditate [%]                                                               | 82.2                                                                        | 77.5                                                                        | 73.7                                                                        | 67.9                                                                        | 69.6                                                                        | 68.9                                                                        | 67.7                                                                        | 71.3                                                                        | 77.3                                                                        | 82.3                                                                        | 85.3                                                                        | 83.8                                                                        | 75,6                                                                        |
| Sursă: Czech Hydrometeorological Institute                                  |                                                                             |                                                                             |                                                                             |                                                                             |                                                                             |                                                                             |                                                                             |                                                                             |                                                                             |                                                                             |                                                                             |                                                                             |                                                                             |

## Istorie
Prima mențiune scrisă despre Dobřichovice datează din 6 aprilie 1253, când a fost donat Ordinului Cavalerilor Crucii cu Steaua Roșie. Cu pauze scurte a fost deținut de acest ordin de-a lungul existenței sale. Castelul Dobřichovice a fost construit în secolul al XVI-lea și reconstruit după un incendiu din 1779.
Datorită poziției sale geografice, Dobřichovice a suferit adesea de inundații, dintre care cele mai mari au fost în 1872, 1941 și 1947. Dobřichovice a fost afectat și de inundațiile europene din 2002 când peste 200 de case au fost grav avariate la parter. Inundația a distrus și o pasarelă veche de 30 de ani, care de atunci a fost înlocuită cu una nouă.
În 1876, Dobřichovice a fost promovat ca un oraș târg. Dobřichovice a fost proclamat oraș în 2006. 

## Transporturi

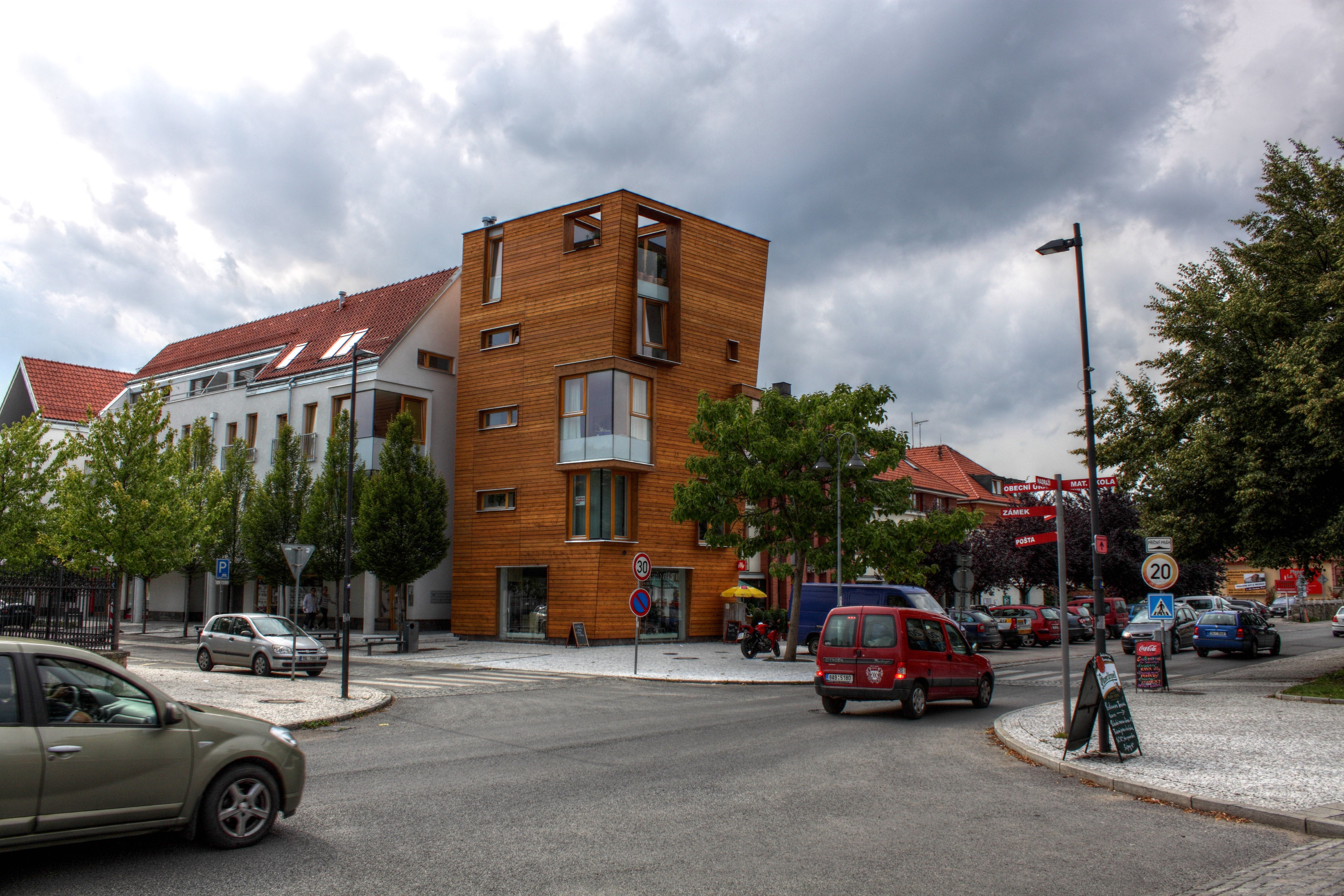
Piața Palackého

Dobřichovice se află pe linia de cale ferată Praga– Beroun.

## Obiective turistice

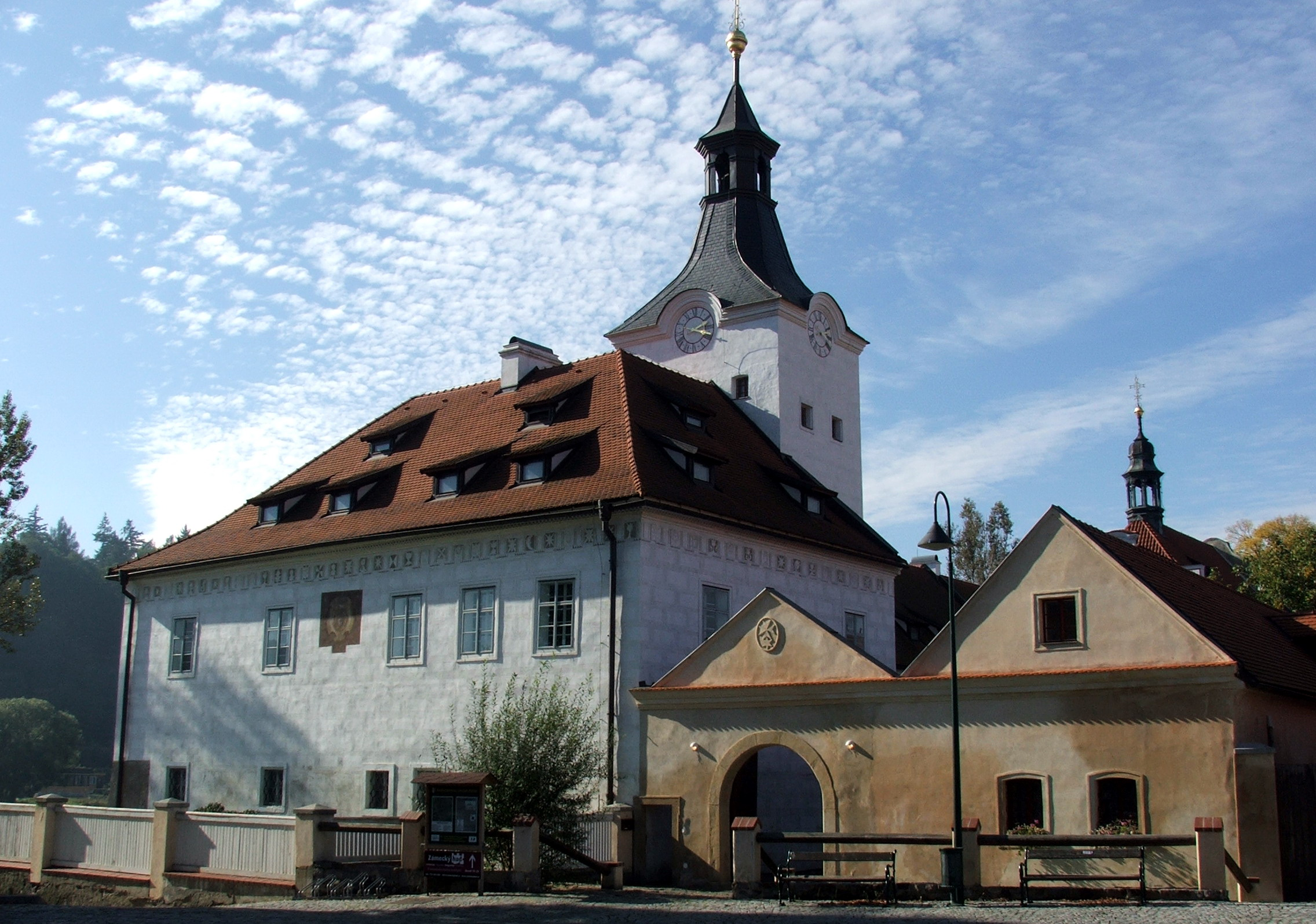
Castelul Dobřichovice

Castelul Dobřichovice își păstrează aspectul baroc din secolul al XVIII-lea. Capela Sfântului Apostol Iuda de lângă castel a fost construită în anul 1679. 
Până în 1948, castelul a fost reședința de vară a marilor maeștri ai Cavalerilor Crucii cu Steaua Roșie. Astăzi este din nou deținut de acest ordin și inaccesibil publicului.
Un monument de arhitectură este Vila Pellé. Aceasta a fost construită în stil neoclasic între 1882–1883. Printre proprietarii s-au numărat generalul Maurice Pellé⁠(d) și pictorița Zdenka Braunerová, care a decorat casa cu o pictură murală cu motive populare slovace din Moravia.

## Persoane notabile
- Ota Kroutil⁠(d) (1921–1997), canoist de sprint
- Ludvík Vaculík (1926–2015), scriitor; a trăit și a decedat aici
- Lenka Kotková⁠(d) (născută în 1973), astronom. Planete minore descoperite: 258.
- Zuzana Čížková (născută în 1982), pictor și sculptor; trăiește și lucrează aici

## Orașe gemene–orașe înfrățite
Dobřichovice este înfrățit cu:
- Manhattan, Kansas⁠(d), Statele Unite ale Americii[18]
- Villieu-Loyes-Mollon, Franța[19]

## Galerie

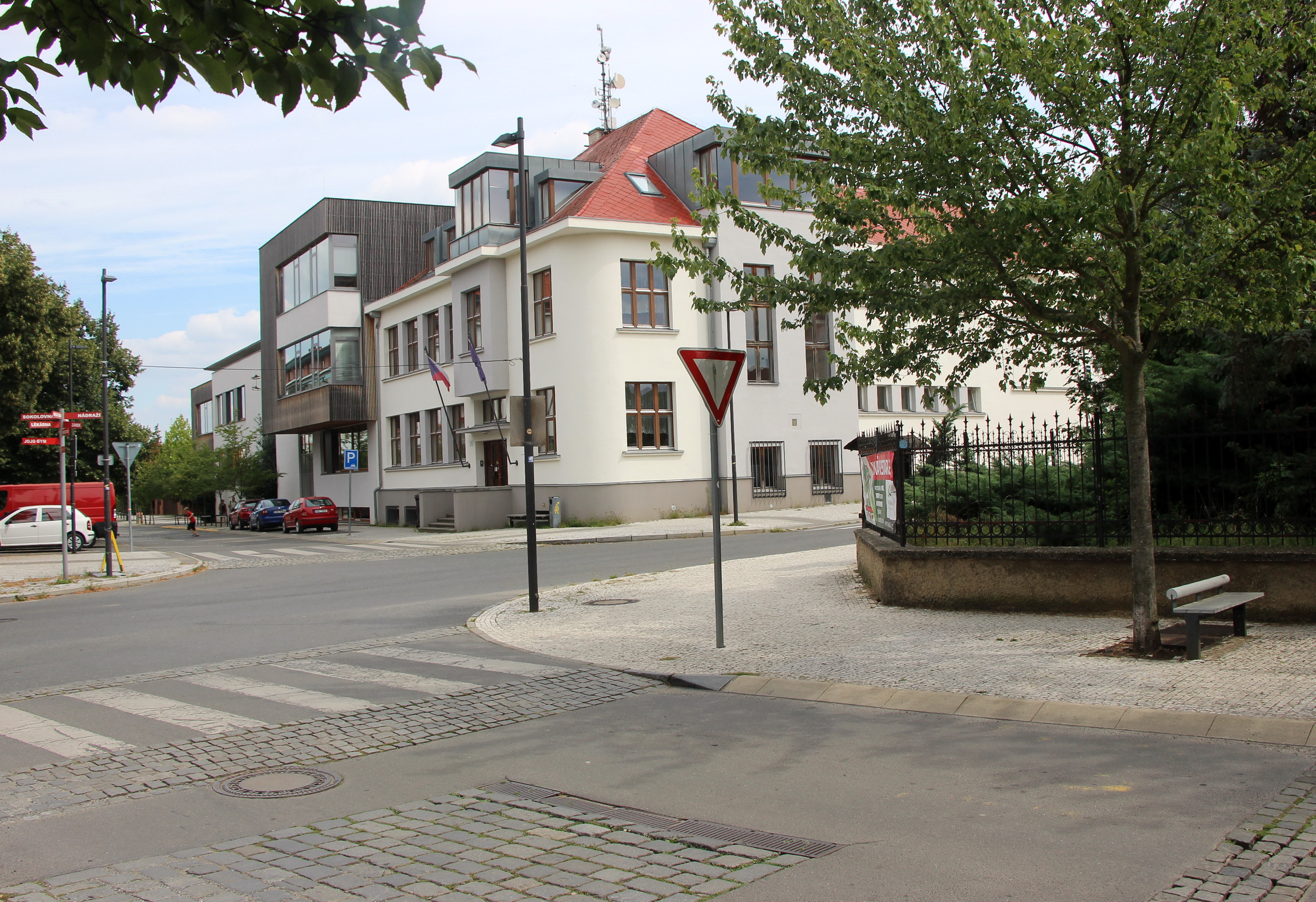
Școală primară
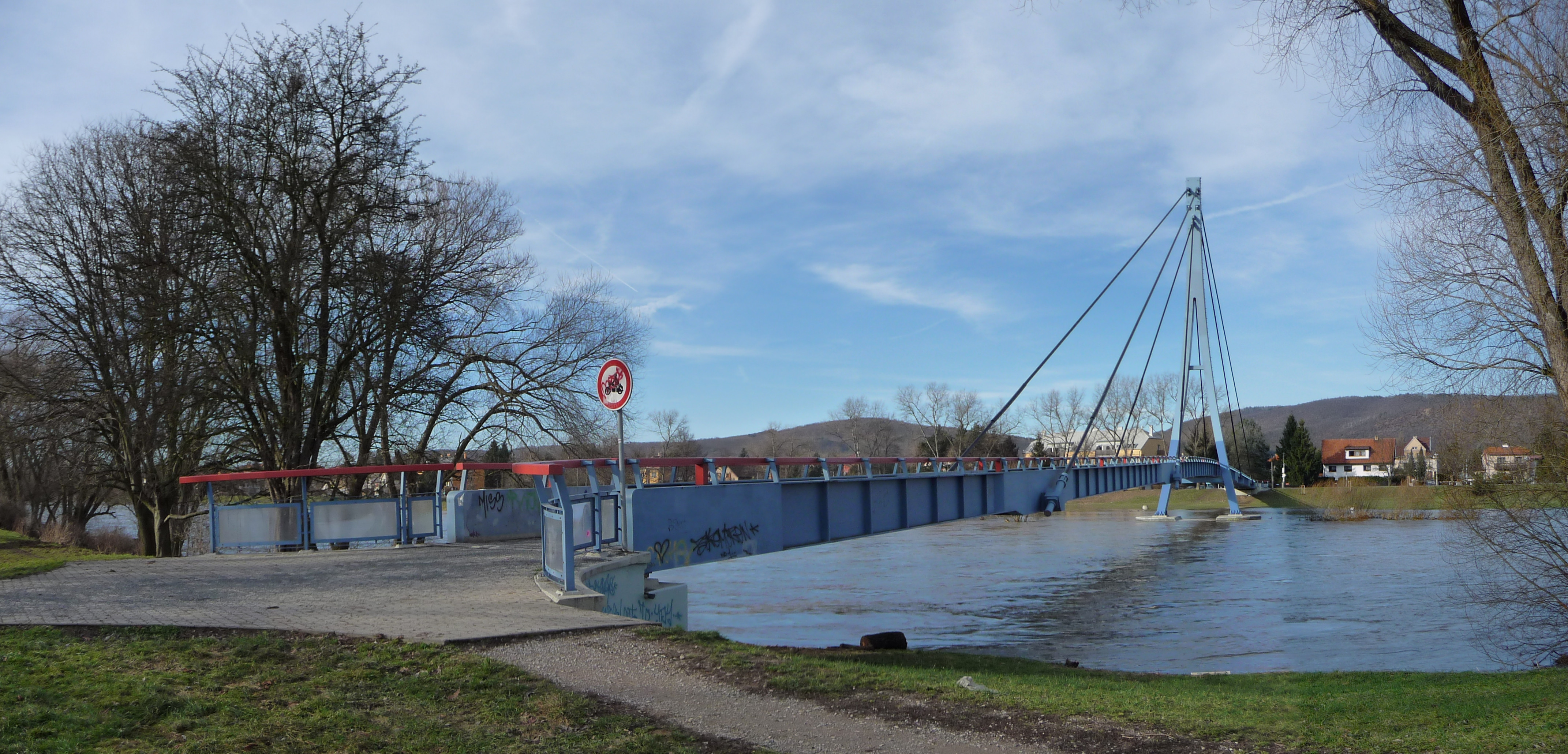
Pasarela Prof. Karel Lewit peste râul Berounka
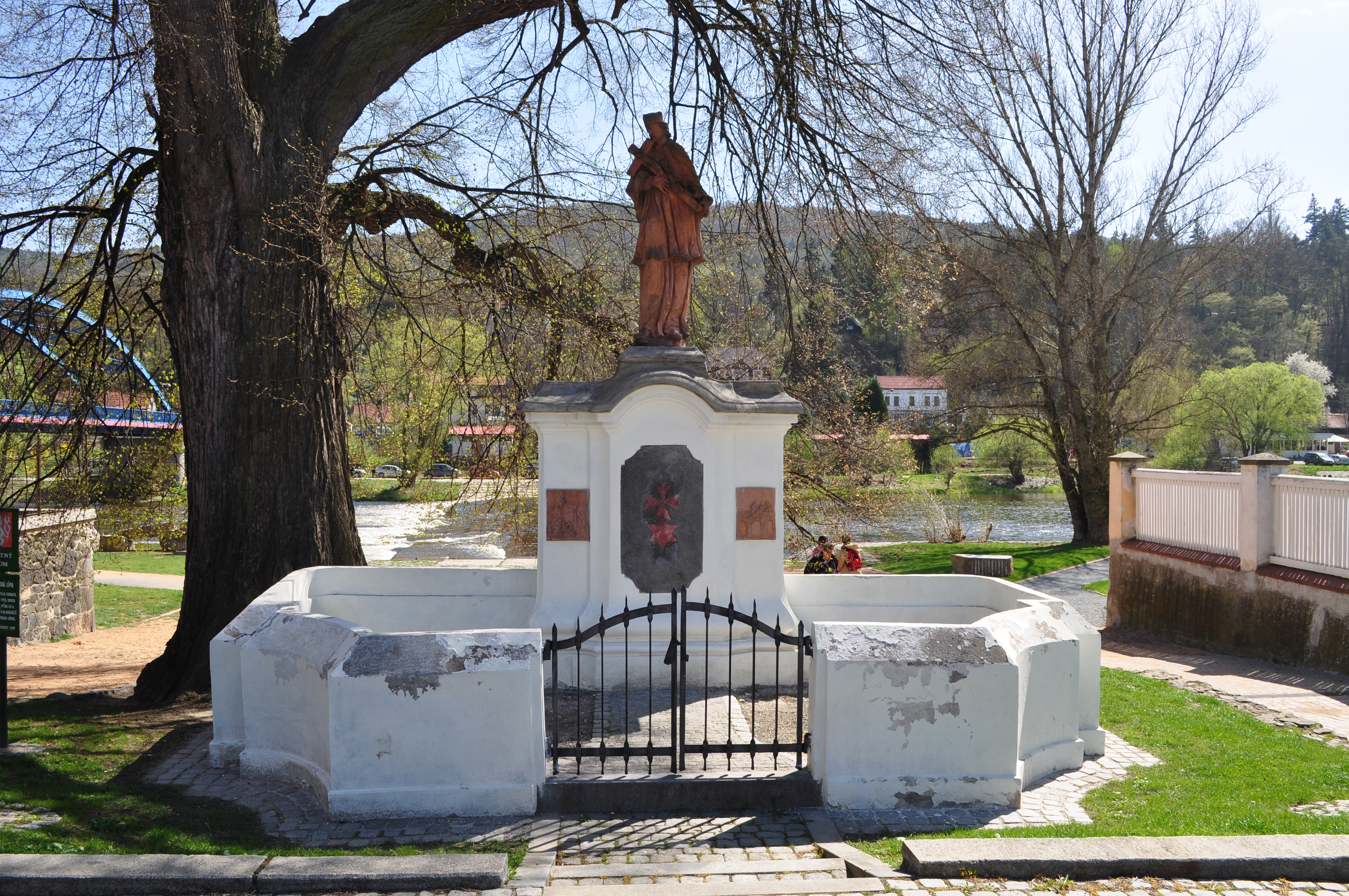
Statuia Sfântului Ioan Nepomuk de la castel
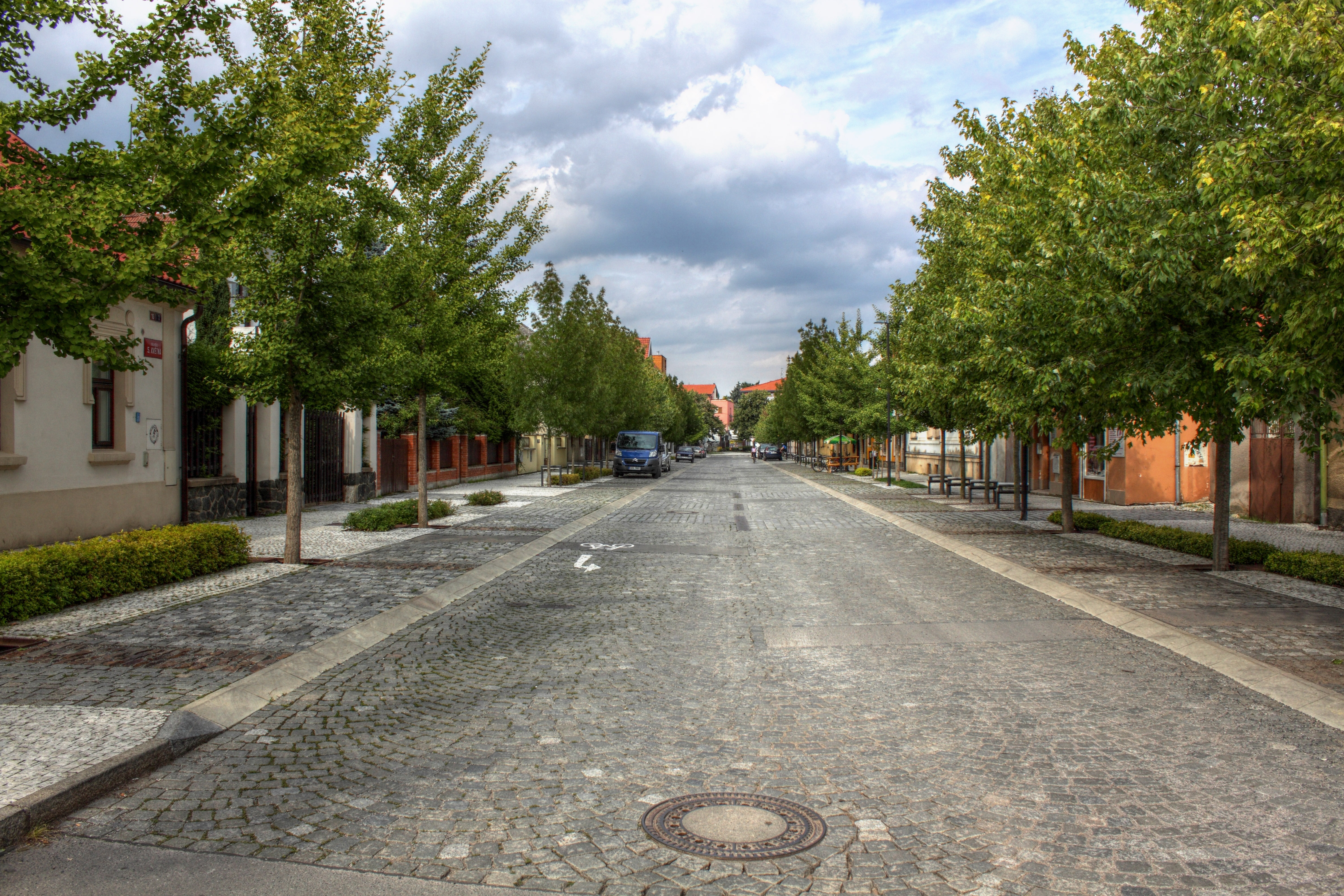
Strada Kvetna 5
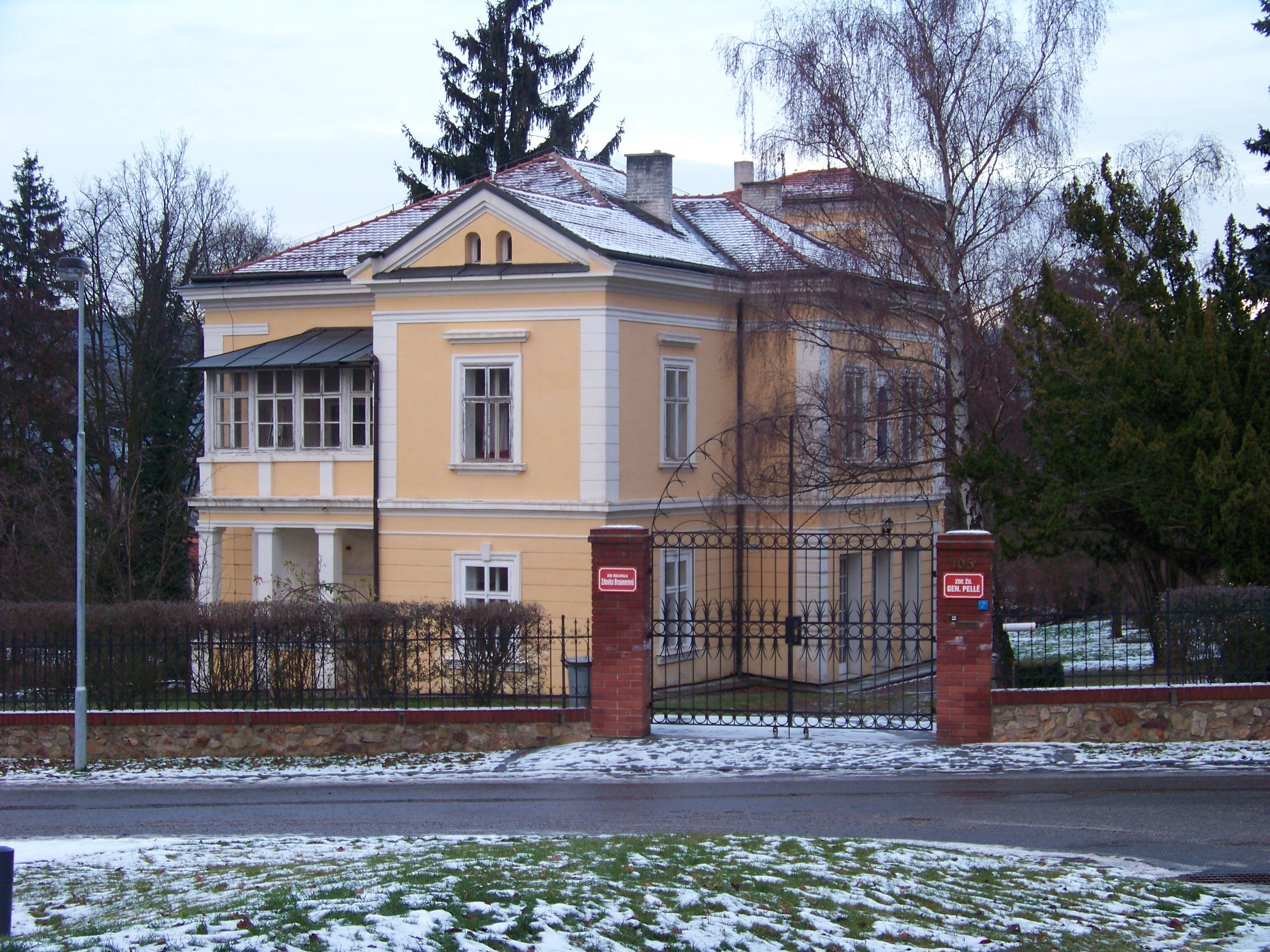
Vila nr. 105 (Vila Pellé)